# Logistica di ritorno
La logistica di ritorno (detta anche logistica inversa, in inglese reverse logistics) è il processo di pianificazione e implementazione di materie prime, semilavorati e prodotti finiti e dei correlati flussi informativi dal punto di recupero (o consumo) al punto di origine con lo scopo di riguadagnare valore da prodotti che hanno esaurito il loro ciclo di vita.

## Descrizione
La logistica di ritorno, movimenta i prodotti dalla loro naturale destinazione finale a ritroso nella catena di distribuzione fino al produttore iniziale o ad un nuovo soggetto o luogo della catena originaria o di un altro network. In sintesi le attività di logistica di ritorno sono il recupero e raccolta dei resi, il trasporto, la ricezione e lo smistamento del ritorno.
La logistica di ritorno è senza dubbio la parte più rilevante nella gestione dei resi. Tale gestione resta tuttavia più complessa e implica anche altre attività oltre alla logistica di ritorno: quelle che hanno l'obiettivo di minimizzare o di impedire alla fonte il numero dei ritorni (returns avoidance), quelle destinate al controllo dei flussi di ritorno (gatekeeping), e, infine, quelle che si occupano di destinare e collocare i ritorni presso discariche/centri di smaltimento o mercati alternativi.
Le attività di avoidance hanno lo scopo di sviluppare e vendere i prodotti cercando di minimizzare i ritorni. Ciò può avvenire, ad esempio, producendo prodotti di qualità, fornendo istruzioni di facile comprensione, addestrando il personale di vendita, mettendo a disposizione call center o siti internet dove il consumatore possa individuare il miglior modo per risolvere i propri dubbi una volta acquistato il prodotto. Le operazioni di gatekeeping hanno lo scopo primario di valutare se i prodotti resi all'azienda siano effettivamente autorizzati a rientrare. La gestione efficiente di tale attività evita l'ingiustificato ritorno di prodotti, a volte, perfettamente funzionanti, con susseguente aggravio di costi per l'impresa.
Infine, le possibili destinazioni di un ritorno possono essere il ricollocamento sul mercato (outlet, aste on line) con o senza attività di ri-lavorazione (ricondizionamento), riciclaggio (recupero) o lo smaltimento presso discariche dedicate. La gestione dei resi implica quindi il coinvolgimento di tutta l'intera catena di distribuzione per essere migliorata in ottica di efficienza (analisi dei costi) e di efficacia (servizio al cliente).